# Кафес

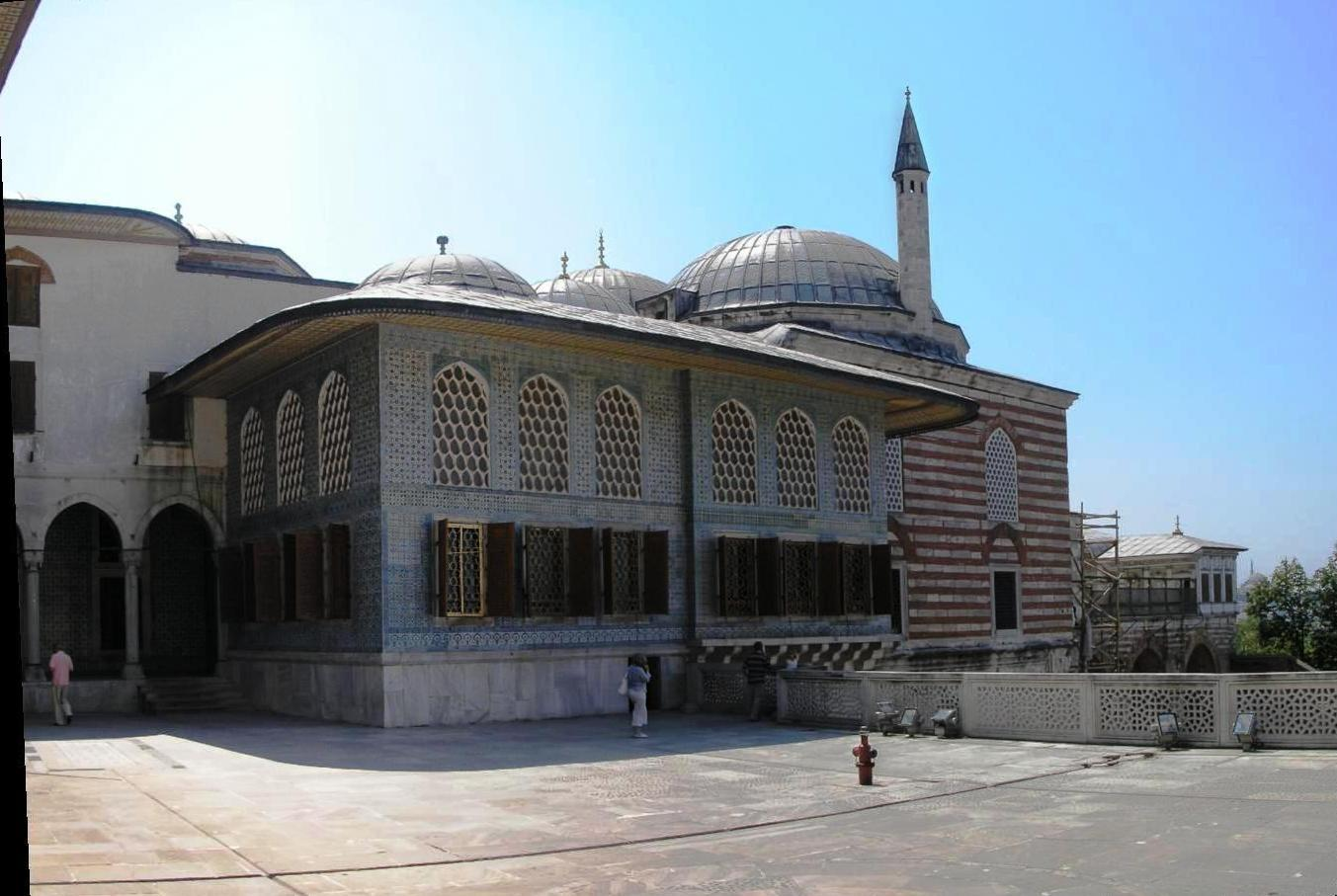
Апартаменты престолонаследников (кафес) во дворце Топкапы

Кафе́с (от тур. kafes — «клетка»), или шимширлы́к (от тур. şimşirlık — «самшитник»), — часть Топкапы, главного дворца Османской империи и в то же время резиденции османских султанов. Кафес представлял собой место заточения шехзаде, сыновей султана и возможных престолонаследников, расположенное непосредственно при дворце.
Шимширлыком в том же дворце Топкапы называли небольшой внутренний двор султанского гарема, где произрастали самшиты (отсюда и название двора). Здесь располагались двенадцать павильонов (кёшков) с несколькими комнатами, куда селили шехзаде; именно эти апартаменты и носили название кафеса.

## Расположение, убранство
Большую часть комплекса Топкапы составляет императорский гарем, где жили члены султанской семьи, в том числе мать султана, его жены и наложницы, их дети и слуги. К гарему примыкает ряд зданий, где, собственно, и располагался кафес — спрятанные за высокой стеной палаты османских князей. Это единственное историческое здание, сохранившееся в неприкосновенности с древних времён, с роскошно оформленными внутренними покоями, высокими потолками, стенами, украшенными изразцами и полами, устланными персидскими коврами. Изысканные витражи украшают окна, за которыми виден сад с бассейном.

## Назначение
Несмотря на великолепие, здание представляло собой тюрьму, предназначенную для наследников трона. Детей, наследных принцев султана, помещали сюда, чтобы они не могли бросить вызов правителю. Эти камеры становились клеткой, хотя и роскошной, для своих постояльцев.
По обычаям правящих династий прежних времён наследных принцев убивали, чтобы, повзрослев, они не могли нанести вред султану. Практика показала, что лучше иметь «запасных» претендентов мужского пола на трон, чем убивать их, особенно если правящий султан внезапно умрёт, не оставив после себя сына, и поставит под угрозу продолжение самой империи. Для этого и был создан кафес, где жили сыновья султана. В случае внезапной смерти правителя старший наследник освобождался и возводился на трон. Детей помещали в кафес в восьмилетнем возрасте, часто они оставались там до смерти, но некоторые из них становились султанами. Вход в роскошную тюрьму охранялся круглосуточно, хотя князья имели некоторую свободу. Их обучали наставники, им было разрешено иметь наложниц, но они не могли жениться или иметь детей. У них были развлечения, часто организовывались спортивные мероприятия и соревнования: стрельба из лука, конные скачки, борьба и другие. В парке располагался небольшой зоопарк с животными. В кафесе проводились специальные вечера с музыкой, танцами, пением и чтением стихов, ставились пьесы.
Тем не менее затворники жили в постоянном страхе, так как опасались смерти, что благоприятствовало возникновению психических заболеваний и в долгосрочной перспективе приводило к ослаблению качества власти правящих султанов.

## История
Как и во многих исламских династиях, турки практиковали правило первородства при смене власти: власть переходила старшему в роду мужчине. В Османской Турции любой мужчина из Османской династии мог стать султаном. С одной стороны, это условие создавало возможность правления самого талантливого представителя династии, с другой, оно же привело к печально известным сражениям за трон, особенно в раннем периоде истории страны вплоть до начала XVI века. После поражения под Анкарой в 1402 году, когда султан Баязид I попал в плен к Тимуру, борьба сыновей султана за престол чуть не привела к распаду страны. Почти 10 лет Турция была фактически разделена на две части, в каждой из которых был свой султан. Мехмед I стал править единолично в 1413 году, но после его смерти в 1421 году, борьба за власть вспыхнула вновь. Наследование трона по принципу старшинства делало мужчин соперниками прежде, чем власть переходила к старшему по возрасту представителю следующего поколения. Этот обычай был причиной многих заговоров против собственных братьев, восстаний, войн и убийств.
С первых дней существования Османской империи для каждого нового султана действовало одно общее правило: всех его братьев убивали, несмотря на то, что некоторые из них были младенцами. Султан Мехмед II, завоевавший Константинополь в XV веке, был первым, кто превратил обычай ритуального убийства в закон, предписывающий, что тот, кто сумел захватить трон после смерти старого султана, должен убить своих братьев, а также всех «неудобных» родственников, включая дядек и двоюродных братьев, чтобы предотвратить будущие восстания и гражданские войны. В течение следующих 150 лет закон Мехмеда привёл к гибели, по меньшей мере, 80 членов семейной династии Османа. Самый жестокий эпизод братоубийства в истории империи произошел в конце XVI века, когда только что коронованный султан Мехмед III в 1595 году приказал задушить шёлковым шнуром девятнадцать своих братьев.
Возможно, именно этот жестокий эпизод пришёлся не по сердцу сыну Мехмеда III, Ахмеду I, который, став султаном, отказался убить своего умственно отсталого брата Мустафу I. Практика устранения соперников престола путём изоляции стала применяться с начала XVII века. Пусть и жестокая, она заменила более варварскую традицию убийства наследных принцев. Мустафа был помещен под домашний арест во дворец Топкапы: так родилась система под названием «кафес», что в дальнейшем позволило проводить политику «умеренности» в системе престолонаследия. Так, Мехмед IV был свергнут янычарами, но не был убит, как его отец. Власть перешла в руки его сводного брата Сулеймана II. С тех пор сформировалось ещё одно неписаное правило смены власти: трон наследовал старший брат, а затем братья из следующего поколения. Эта система уникального права старшинства братьев действовала до конца существования Османской империи, когда она исчезла в первой четверти XX века.
Многие из тех, кто был заключен в тюрьму, испытывали психологические трудности в течение последующей жизни и в дальнейшем страдали от серьёзных психических проблем, причиной которых были ограничение пространства и мания преследования (страх быть убитым). Они знали, что некоторые узники кафеса были казнены, как четверо из семерых переживших детские годы сыновей султана Ахмеда I; двое из троих оставшихся в живых имели проблемы с психикой. Мурад IV после длительной изоляции стал султаном в 1623 году, и он управлял страной железным кулаком, проводя массовые репрессии и казни, а также запретил пить кофе, употреблять алкоголь и курить табак. Любого, кто нарушал запрет и кого заставали за крамольным занятием, избивали, а если человек повторял нарушение, его казнили или топили в Босфоре. По слухам, Мурад IV ночью лично принимал участие в патрулировании улиц и таверн Стамбула и наказывал виновных.
Ещё одна трагическая жертва системы изоляции — Ибрагим I по прозвищу «Дели» (безумный). Большую часть своей жизни до восшествия на престол он провёл под охраной, а последние четыре года — в кафесе. За это время казнили его брата Мехмеда по приказу султана Османа II, свергли и убили Османа, по приказу брата Мурада IV убили ещё двух братьев и собирались Ибрагима, но его мать упросила великого визиря не убивать единственного законного наследника. После смерти Мурада, когда Ибрагиму предложили взять на себя управление султанатом, он подозревал, что брат ещё жив и участвует в заговоре с целью заманить его в ловушку. Ибрагим не мог выйти из покоев: решиться на это его уговаривала мать, но он поверил ей лишь тогда, когда ему показали труп Мурада. Царствование Ибрагима в течение восьми лет было отмечено необузданной похотью и декадансом, что позволяло приближённым управлять страной от его имени.
Отрицательное влияние долгих лет заключения на представителей правящей династии отражено в документах. Когда Сулейман II взошел на престол в 1687 году, после тридцати шести лет заточения во внутреннем дворце Топкапы, он сказал: «Если мне предстоит умереть, скажем так… С раннего детства я почти сорок лет страдал, так как был лишен свободы. Лучше умереть сразу, чем умирать каждый день. Какой ужас мы переносим с каждым вздохом».
Последнему султану Мехмеду VI Вахидеддину было суждено провести в стенах роскошной тюрьмы почти всю свою жизнь — лишь в 56 лет он, наконец, взошёл на трон. В кафес его отправил дядя Абдул-Азиз, и он оставался там практически всю свою жизнь, пока страной правили три старших брата. Это последнее и самое длинное заточение стало последней данью обычаям и законам султаната. Мехмед VI сохранял титул султана до тех пор, пока Османская империя не распалась после Первой мировой войны.

## Комментарии
1. ↑  На самом деле Закон Фатиха не обязывал, а лишь принимал допустимым братоубийство ради сохранения целостности государства: «И кому из моих сыновей достанется султанат, во имя всеобщего блага допустимо умерщвление родных братьев. Это поддержано и большинством улемов. Пусть они действуют в соответствии с этим».